# Julius Arthur Nieuwland
Julius Arthur Nieuwland (Hansbeke, 1878 – Washington, 1936) è stato un chimico statunitense.
Sacerdote della Congregazione di Santa Croce e docente di chimica all'università di Notre Dame, fu tra i pionieri nello studio dell'acetilene e scopritore di metodi che furono in seguito utilizzati per fabbricare la gomma sintetica.
È anche lo scopritore dell'agente chimico 2-clorovinil-dicloroarsina, meglio conosciuta come Lewisite, scoperta per caso nel 1904 durante la tesi di dottorato mentre lavorava sulla reattività dell'acetilene e del tricloruro di Arsenico.